# 梅朗斯莱瓦尔斯
梅朗斯莱瓦尔斯（法語：Mérens-les-Vals，法語發音：[meʁɛ̃s le vals]）是法国阿列日省的一个市镇，属于富瓦区。

## 地名
该地名“Mérens-les-Vals”发音为[meʁɛ̃s le vals]，“Vals”中的字母“s”发音，《世界地名译名词典》将其误译作“梅朗斯莱瓦勒”。

## 地理
梅朗斯莱瓦尔斯（42°39'29"N, 1°50'10"E）面积80.12 平方千米，位于法国奧克西塔尼大區阿列日省，该省份为法国西南部内陆省份，西部和北部与上加龙省接壤，东临奥德省，东南至东比利牛斯省接壤，南与安道尔和西班牙接壤。
与梅朗斯莱瓦尔斯接壤的市镇（或旧市镇、城区）包括：阿斯通、阿克斯莱泰尔姆、安道尔附近洛斯皮塔莱、奥尔热、奥尔吕、萨维尼亚克-莱索尔莫、昂古斯特里讷-埃斯卡尔德新城、波泰皮莫朗斯、卡尼略。
梅朗斯莱瓦尔斯的时区为UTC+01:00、UTC+02:00（夏令时）。

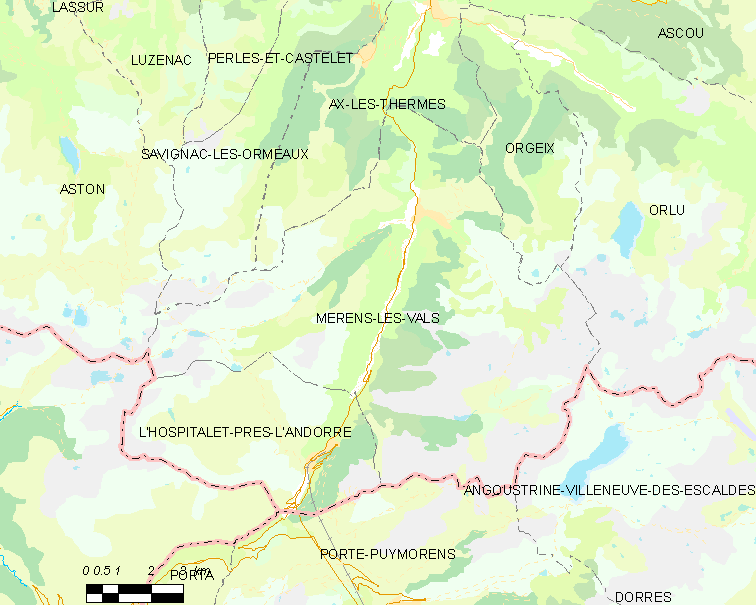
梅朗斯莱瓦尔斯的OSM定位图

## 行政
梅朗斯莱瓦尔斯的邮政编码为09110，INSEE市镇编码为09189。

## 政治
梅朗斯莱瓦尔斯所属的省级选区为上阿列日县。

## 人口

1962-2008年间梅朗斯莱瓦尔斯人口变化图示

梅朗斯莱瓦尔斯于2022年1月1日时的人口数量为168人。